# Dietyloamid kwasu lizergowego
Dietyloamid kwasu D-lizergowego, LSD, LSD-25 – organiczny związek chemiczny, amid kwasu D-lizergowego i dietyloaminy; psychodeliczna substancja psychoaktywna, pochodna ergoliny.

## Informacje ogólne
Jest to jedna z najaktywniejszych substancji psychodelicznych o właściwościach halucynogennych – 100 razy bardziej czynna biologicznie niż psylocybina i 4000 razy bardziej niż meskalina. Po raz pierwszy LSD zostało zsyntetyzowane w 1938 r. przez szwajcarskiego chemika Alberta Hofmanna w laboratoriach firmy Sandoz (obecnie Novartis). Początkowo planowano wykorzystać tę substancję jako lek działający pobudzająco na układ krwionośny i oddechowy. W trakcie dalszych badań poznano jego psychodeliczne właściwości. Lek był w latach 40. i 50. XX wieku stosowany w psychiatrii. W latach 60. i 70. XX w. jako narkotyk LSD uzyskało popularność w pewnych kręgach młodzieży szczególnie związanych z ruchem hipisowskim.
LSD weszło w krąg zainteresowań CIA, która rozpoczęła w latach 50. XX w. eksperymenty z jej wywiadowczym i militarnym zastosowaniem. Projekt ten znany jest pod kryptonimem MKULTRA.

### Szkodliwość
Treść tej sekcji od 2020-09 może nie być zgodna z zasadami neutralnego punktu widzenia.
Dokładniejsze informacje o tym, co należy poprawić, być może znajdują się w dyskusji tej sekcji.
 Po wyeliminowaniu niedoskonałości należy usunąć szablon {{Dopracować}} z tej sekcji.
Zgodnie z wynikami badań prof. Davida Nutta (z Bristol University i członka organu doradczego rządu brytyjskiego Advisory Council on the Misuse of Drugs, ACMD) z 2007 r., LSD jest jedną z najmniej groźnych substancji psychoaktywnych. W jego klasyfikacji używek LSD zajmuje miejsce czternaste z dwudziestu, podczas gdy alkohol etylowy – piąte. Pod uwagę wzięto 3 czynniki: szkody zdrowotne, ryzyko uzależnienia oraz szkodliwość społeczną. W kolejnym badaniu Nutta z 2010 r. (gdzie liczbę kryteriów rozszerzono do 16) LSD zajmuje nawet niższe miejsce – osiemnaste z dwudziestu w ogólnym zestawieniu. Tuż obok znalazł się inny psychodelik tj. psylocybina. Ponadto używanie obu substancji niesie ze sobą najniższą szkodliwość dla otoczenia (na czele znalazł się alkohol etylowy).

## Dawkowanie
LSD jest jedną z najaktywniejszych pod względem aktywnej dawki spośród dotychczas odkrytych substancji. Dawki LSD mierzy się w mikrogramach. W porównaniu z meskaliną czy MDMA, których dawki wahają się w przedziale od kilkudziesięciu do kilkuset miligramów, LSD jest pięćset do tysiąca razy aktywniejszy.

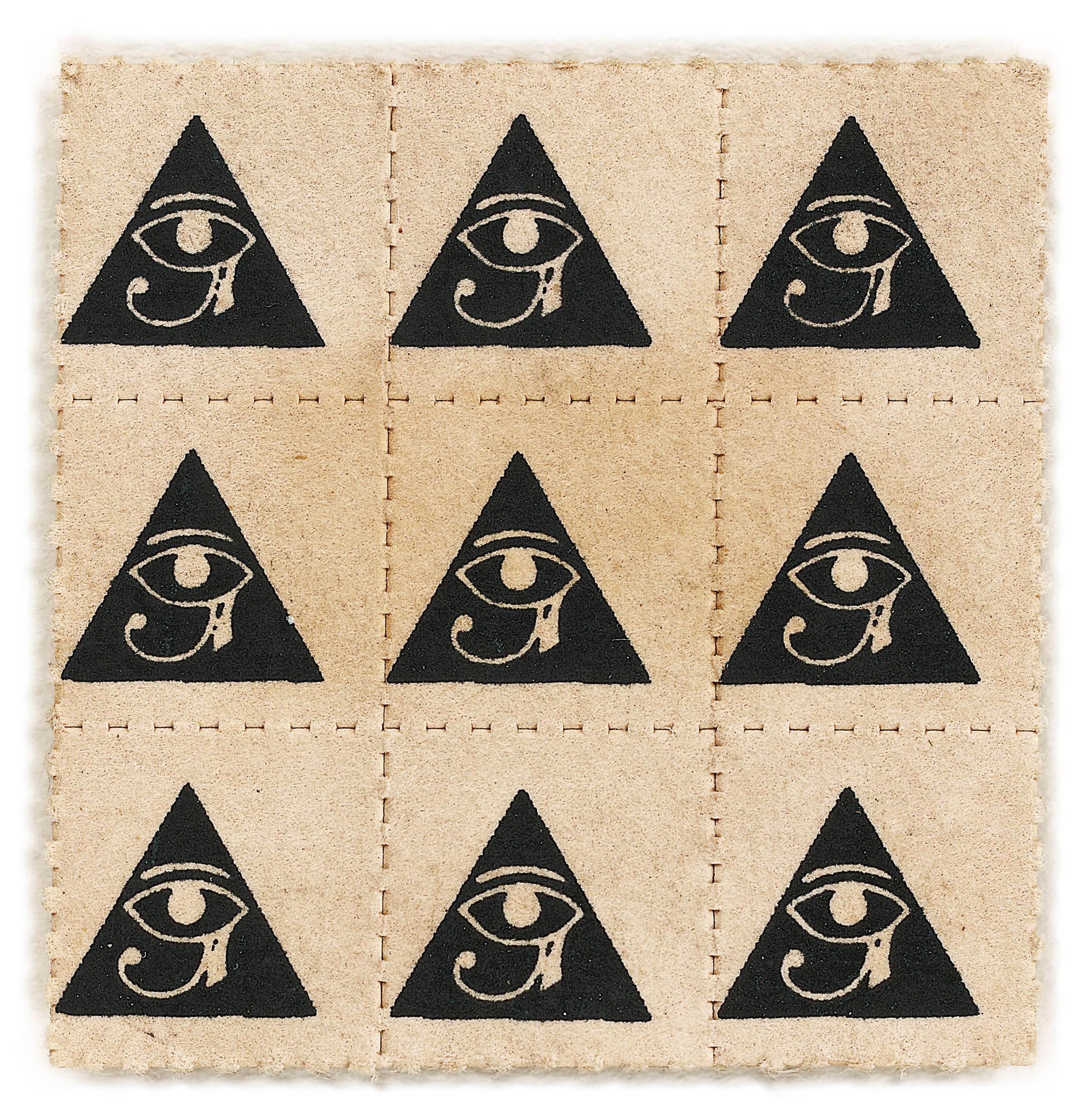
Porcje LSD naniesione na papier

Jednorazowa dawka LSD waha się w przedziale od 100 do 500 µg – jest to mniej więcej jedna dziesiąta masy ziarenka piasku. Efekt progowy występuje już przy 20 µg. Nie są znane przypadki uzależnienia ani fizycznego ani psychicznego od LSD. Silna tolerancja fizjologiczna przy codziennym zażywaniu LSD występuje po 2–3 dniach i utrzymuje się przez ok. 3 dni. Występuje też zjawisko tolerancji krzyżowej LSD z psylocybiną i meskaliną.
Przypadkowe przedawkowanie LSD ze skutkiem śmiertelnym uważa się za mało prawdopodobne. Szacuje się, że LD50 LSD dla człowieka zawiera się w przedziale 0,2–1 mg/kg. Prawdopodobnie jedyny przypadek przedawkowania LSD miał miejsce w 1975 roku w Kentucky; znaleziono ciało martwego mężczyzny, bez żadnych anatomicznych przyczyn śmierci, u którego stężenie LSD w wątrobie odpowiadało podaniu dożylnie około 320 mg LSD. Do roku 2008 zarejestrowano 8 przypadków omyłkowego donosowego zażycia bardzo dużych dawek LSD, po którym poziom substancji w osoczu wynosił 1–7 mg/100 ml, jednak wszystkie osoby zostały wyleczone.
Działanie psychoaktywne LSD może zostać zniwelowane poprzez zażycie benzodiazepin, np. klonazepamu czy diazepamu. W znacznym stopniu hamują je też leki przeciwpsychotyczne, takie jak chloropromazyna. Istnieją teorie, że mleko, wapń czy cukier mogą regulować psychodeliczne działanie LSD, jednak nie znalazły one potwierdzenia w badaniach.

## Działanie
LSD jest agonistą receptora 5-HT2A. LSD działa na zasadzie sprzężenia zwrotnego dodatniego, krótkotrwale obniża poziom serotoniny, co prowadzi do jej nadprodukcji. Po ok. 2,5–6 h LSD w wyniku rozpadu przestaje oddziaływać z komórkami i następuje nagły wzrost przewodnictwa – impulsy między neuronami są silniejsze, co prowadzi do wykorzystywania połączeń, które w normalnym stanie (bez nadmiaru neuroprzekaźnika) nie byłyby wykorzystane, bądź miałyby mniejszy wpływ na reakcję mózgu. Może to prowadzić – zależnie od ilości – do potęgowania odczuć, halucynacji, synestezji oraz do trwałych zmian w strukturze połączeń między neuronami, co może mieć zróżnicowane następstwa.
Użytkownicy mogą doświadczyć długotrwałch doświadczeń transformatywnych.
Stosunkowo rzadkim zjawiskiem są reminiscencje – po tygodniach, miesiącach, nawet latach od zażycia środka przejawiają się epizodycznie niektóre efekty LSD, które trwają od kilku sekund do kilku godzin. Gdy te nawroty są chroniczne, mówi się o HPPD (Hallucinogen Persisting Perception Disorder) (według DSM-IV).
Okres działania LSD nazywa się potocznie słowem trip (ang. trip – podróż). Pojawiają się efekty sensoryczne: wzmocnienie percepcji zmysłowej lub częściej jej zaburzenia (szczególnie wzrokowe, rzadziej dotykowe lub proprioceptywne), efekty synestetyczne, zaburzenia poczucia czasu. W większości przypadków pojawiają się bardzo przyjemne uczucia, często opisywane jako mistyczne (np. zjednoczenia z całym wszechświatem, bezpośredniego odczuwania obecności bóstwa). Po zażyciu LSD może pojawić się zjawisko zwane bad trip, często wiązane z negatywnym stanem emocjonalnym, wzmacnianym przez LSD.

### Fizyczne skutki działania LSD
Fizyczne reakcje na LSD są bardzo różne, jednak najczęściej występują: hipertermia, gorączka, podniesiony poziom cukru we krwi, skurcze macicy, gęsia skórka, przyspieszony puls, nadprodukcja śliny, szczękościsk, pocenie się, rozszerzenie źrenic, bezsenność, parestezje, drgawki i synestezja. Zażywający LSD wymieniają też odrętwienie, roztrzęsienie, osłabienie i mdłości. W latach 60. XX wieku Eric Kast badał przydatność LSD w walce z silnymi bólami nowotworowymi. Już niskie (niepsychoaktywne) dawki są równie skuteczne jak tradycyjnie używane opiaty, z tą różnicą, że działanie przeciwbólowe utrzymuje się dużo dłużej, nawet tydzień po zażyciu jednej dawki. Kast sądził, że efekt ten związany jest ze zmniejszeniem lęku i niepokoju. Prowadzone są badania nad tym zjawiskiem (od 2006 roku), z użyciem psychodelicznej tryptaminy, psylocybiny jako substancji zmniejszającej lęk i niepokój związany ze śmiertelnymi nowotworami.
Wywiad przeprowadzony wśród osób cierpiących na klasterowy ból głowy (objawiającego się bardzo silnymi bólami głowy) wykazał, że u większości z nich zażycie LSD lub psylocybiny niwelowało ból; środki te wydłużały też okresy pomiędzy kolejnymi atakami. Do celów leczniczych dla tego schorzenia zaproponowano pochodną bromową LSD (dietyloamid kwasu 2-bromolizergowego, BOL-148), która nie wykazuje działania halucynogennego.

## Zastosowania medyczne

### Alkoholizm
W analizie randomizowanych badań klinicznych ze ślepą próbą, opublikowanych w latach 1967–1971, przeprowadzonych na dorosłych, prawie wyłącznie mężczyznach, którzy rozpoczęli leczenie alkoholizmu, stwierdzono zmniejszenie nadużywania alkoholu u 60% chorych, którym podano LSD w porównaniu do 40% z próby kontrolnej. Korzystny wpływ LSD stwierdzono w czasie kontroli 3 i 6 miesięcy po podaniu LSD. Po roku wpływ ten był niewielki i statystycznie nieznaczący. Znaczący statystycznie, korzystny wpływ LSD na utrzymanie abstynencji zanikł po 6 miesiącach od podania. Efektywność pojedynczej dawki LSD jest porównywalna do efektywności leków podawanych codziennie w leczeniu alkoholizmu, takich jak naltrekson, akamprozat czy disulfiram. Po podaniu pacjentom LSD często zwiększyła się samoakceptacja, pacjenci wykazywali większą otwartość oraz byli bardziej optymistyczni w stosunku do swoich możliwości sprostania przyszłym problemom, jednak w konfrontacji ze swoim życiem u większości z czasem zanikła inspiracja, euforia i dobre intencje uzyskane pod wpływem LSD. Zastosowano dawki 210–800 µg. Mediana dawki wyniosła 500 µg.

### Choroby afektywne
Szwajcarski psychiatra Peter Gasser jest prawdopodobnie jedynym lekarzem legalnie stosującym LSD w swojej prywatnej praktyce – zgodę uzyskał w 2014 r. Wcześniej, przez 7 lat razem ze współpracownikami prowadził badania (zaaprobowane przez Szwajcarskie Ministerstwo Zdrowia, a sponsorowane przez Multidisciplinary Association for Psychedelic Studies) nad wspomaganą LSD psychoterapią zaburzeń lękowych u osób nieuleczalnie chorych (głównie na raka). Wyniki opublikowane w 2014 r. wskazywały na korzyści, takie jak obniżenie lęku i podniesienie jakości życia. Subiektywne odczucia badanych to łatwiejszy dostęp do emocji, konfrontacja z nieuświadomionymi lękami, swoiste oczyszczenie (katharsis). Poprawa utrzymywała się przez min. 12 miesięcy.
Gasser stosuje LSD zarówno w terapii indywidualnej, jak i grupowej, w ramach tzw. „humanitarnego stosowania leków” (ang. compassionate use), które pozwala mu na używanie substancji także u pozostałych pacjentów (nie tylko nieuleczalnie chorych). Prawo zezwala mu na stosowanie dawki maks. 200 µg, jednak zwykle ogranicza ją do 100 µg, zwłaszcza podczas pierwszej sesji.

## Historia
LSD zostało zsyntetyzowane z nadzieją, że będzie lekiem działającym rozkurczowo na macicę w trakcie porodu oraz że będzie miało działanie stymulujące. Podczas badań w laboratoriach Sandoz naukowcy zauważyli, że zwierzęta, którym podano LSD, były niespokojne. Fakt ten nie zwrócił ich szczególnej uwagi i Hofmann zarzucił badania nad LSD, by zająć się innymi pochodnymi kwasu lizergowego.
Po pięciu latach z bliżej nieznanych przyczyn postanowił jednak wrócić do badań nad tym związkiem. Pewnego dnia podczas tych badań poczuł się nienaturalnie zmęczony i postanowił położyć się spać. Gdy leżał, stan zmęczenia i przyjemnego odurzenia się wzmagał i towarzyszyły temu niewyraźne halucynacje, stan ten po dwóch godzinach minął. Wywnioskował, że w jakiś sposób któraś z substancji, które aktualnie miał w laboratorium, dostała się do jego organizmu, podejrzenie padło właśnie na LSD. Po trzech dniach postanowił przeprowadzić eksperyment na samym sobie. Odmierzył sobie dawkę 0,25 mg (250 µg) i rozpuścił w wodzie.
Jak później opisywał swoje doznania, „po godzinie demon opanował moją duszę”, był niezwykle przerażony i sądził, że umiera. „Wszyscy ludzie, których widziałem, mieli na sobie straszne maski”. Lekarz, który go zbadał, stwierdził jednak tylko trochę powiększone źrenice. Postanowił więc pojechać do domu – na rowerze, co stało się później legendą często przedstawianą na znaczkach nasączanych LSD. Odurzenie stopniowo ustępowało i uspokajał się.
Później Albert Hofmann opowiadał znajomym o swoich doświadczeniach z LSD, w większości jednak nie chciano mu wierzyć, gdyż w tym czasie nie znano jeszcze związków, które w tak małej dawce mogą mieć tak silne działanie. Później jednak wielu chemików, psychologów i psychiatrów przeprowadziło na sobie eksperymenty z LSD, które w pełni potwierdziły obserwacje Hofmanna. Halucynacje wywoływane tą substancją inspirowały także artystów, m.in. niemieckiego pisarza Ernsta Jüngera, znajomego Hofmanna, który opisał swoje doświadczenia z LSD w książkach „Strahlungen” i „Drogen und Rausch”.
Aldous Huxley na łożu śmierci kazał sobie podać dawkę 200 µg LSD
Firma Sandoz zaczęła produkować LSD jako lek w formie tabletek 25 µg i ampułek 100 µg pod nazwą handlową Delysid. W latach 60. XX w. nasiliło się bardzo zjawisko pozamedycznego używania tego leku, zwłaszcza w środowisku hipisów. Po kilku latach dyrektor firmy Sandoz powiedział Hofmannowi, że lepiej by było, gdyby LSD nie został odkryty.
Kilka lat później (1967), FDA wykreśliła LSD z amerykańskiego lekospisu, co zmusiło firmę Sandoz do zaprzestania jego produkcji. Od tego czasu datuje się historia LSD jako nielegalnego narkotyku.
W 2001 roku policja w Stanach Zjednoczonych odkryła laboratorium produkujące LSD w silosie po rakietach atomowych. Znaleziono w nim 40,1 kg LSD, czyli około 401 milionów dawek po 100 µg. Alexander Shulgin prowadził również badania nad LSD i efekty swoich badań opisał razem z żoną Ann Shulgin w książce TiHKAL (opisuje metody syntezy i działanie wielu tryptamin, w tym LSD).
Innym badaczem wpływu LSD na umysł jest psychiatra Stanislav Grof. Efekty badań opisał w swoich książkach, z których w Polsce wydano „Przygoda odkrywania samego siebie”, „Poza mózg – narodziny, śmierć i transcendencja” oraz „Obszary nieświadomości. Raport z badań nad LSD”.

## Chemia

Przekształcenia izomeryczne LSD

LSD jest pochodną ergoliny. Otrzymywane jest zwykle w reakcji kwasu lizergowego z dietyloaminą. Kwas lizergowy otrzymuje się przez alkaliczną hydrolizę lizergamidów – ergotaminy i erginy. LSD jest cząsteczką chiralną, z dwoma asymetrycznymi atomami węgla (C-6a i C-9), czyli ma 4 możliwe stereoizomery.
Aktywny biologicznie LSD to izomer (+)-D, mający konfigurację absolutną (6aR,9R). Inne izomery LSD nie mają właściwości psychoaktywnych. Izomery lizergamidów 6aS (czyli L) nie występują w naturze i nie mogą być otrzymane z kwasu D-lizergowego. Podczas syntezy z kwasu D-lizergowego powstaje zawsze pewna ilość tzw. izo-LSD, czyli izomeru 6aR,9S. Izomer ten może zostać oddzielony przez chromatografię cieczową lub może być poddany reakcji izomeryzacji do aktywnej formy LSD. Bardzo czysta sól LSD podczas potrząsania emituje delikatne błyski białego światła, z kolei w świetle UV LSD przybiera barwę niebieskawą.

### Stabilność
Jak pisał Alexander Shulgin, LSD jest wyjątkowo delikatną cząsteczką. Jej stabilność uwarunkowana jest przechowywaniem w formie wodnego roztworu soli w niskiej temperaturze, bez dostępu tlenu i światła. Cząsteczka LSD ma dwa słabe punkty, wiązanie pomiędzy 8 atomem węgla a grupą amidową oraz podwójne wiązanie pomiędzy 8 atomem węgla a pierścieniem aromatycznym. Pierwszy słaby punkt wrażliwy jest na pH. Jeśli jest ono zbyt wysokie LSD przekształca się w nieaktywne izo-LSD. Pod wpływem światła LSD w roztworze przekształca się w również nieaktywne lumi-LSD, poprzez zerwanie podwójnego wiązania. Kolejnym czynnikiem szkodzącym LSD jest chlor, nawet tak niska zawartość chloru jak w wodzie wodociągowej może całkowicie wyeliminować cząsteczki LSD z roztworu.

## Otrzymywanie

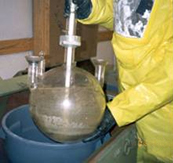
Zdekonspirowane przez DEA laboratorium produkujące LSD

LSD otrzymywane jest zwykle w kilkuetapowej syntezie, w której najważniejszym substratem jest jeden z lizergamidów, najczęściej ergotamina – alkaloid sporyszu. Z ergotaminy otrzymuje się kwas lizergowy, który przeprowadza się w produkt końcowy będący racemiczną mieszaniną LSD i izo-LSD. Stosunek ergotaminy użytej jako substratu do ilości otrzymanej substancji końcowej wynosi w przybliżeniu 5:1.

### Formy nielegalnej dystrybucji
Wyjściową formą LSD jest czysty związek w postaci krystalicznego proszku. Taka forma LSD jest trudna w nielegalnej dystrybucji ze względu na konieczność odważania bardzo małych dawek. Najpopularniejszą formą dystrybucji LSD są kartoniki nasączone roztworem tej substancji. Produkowane są w arkuszach z tektury o grubości około 0,5 mm, które nasącza się roztworem LSD. Stężenie jest tak dobrane, aby na jednym znaczku znajdowała się jedna dawka (ok. 100–200 µg) LSD, zażywana doustnie. Zazwyczaj arkusz opatrywany jest wzorem graficznym. Niektóre z nich stały się bardzo znane i doczekały kilkukrotnych wznowień. Zaletą takiej formy przyjmowania LSD jest to, że zaledwie kilka innych substancji psychoaktywnych działa w tak małych dawkach (m.in. DOB, DOI, Bromo-DragonFLY), że mogłyby znaleźć się na znaczkach, zatem zmniejsza to ryzyko, że można zamiast LSD przyjąć jakąś bardziej groźną dla zdrowia lub życia substancję.
Rzadziej LSD bywa rozprowadzane także w formie małych tabletek (ang. microdot), plasterków żelatynowych, a także kapsułek z czystą solą LSD. Dawniej najpopularniejszą formą były kostki cukru nasączone roztworem.

## Stan prawny
LSD w USA zdelegalizowano w 1966 roku. W Polsce znajduje się w wykazie substancji psychotropowych w grupie I-P, czyli nieprzydatnych w medycynie oraz groźnych dla zdrowia. W Czechach od 1 stycznia 2010 roku posiadanie do 5 tabletek LSD nie podlega karze.